# Lebia tuongensis
Lebia (Poecilothais) tuongensis – gatunek chrząszcza z rodziny biegaczowatych i podrodziny Lebiinae.

## Taksonomia
Gatunek opisany został w 2010 roku przez Ericha Kirschenhofera. Holotypem jest samica odłowiona w 1966 roku w prowincji Tuong, od której to lokalizacji pochodzi nazwa gatunkowa. Wyznaczono ponadto paratyp, również będący samicą.

## Opis
Chrząszcz o długości ciała 3,8 mm i szerokości 1,9 mm. Ciało drobne, silnie jajowate. Głowa, przedplecze i pokrywy rudożółte. Na pokrywach, czarna, poprzeczna przepaska, sięgająca na boki do dziewiątego międzyrzędu i wydłużona do przodu wzdłuż szwu. Pokrywy szerokoowalne o tylnej krawędzi prawie prosto ściętej. Boki przedplecza silnie zwężające się ku przodowi. Tylne kąty przedplecza krótkie i zaokrąglone. Od podobnej Lebia roubali wyróżnia się czarną przepaską na pokrywach sięgającą, za ich połową długości, krawędzi bocznych, podczas gdy u L. roubali przepaska nie sięga za piąty międzyrząd.

## Występowanie
Gatunek ten jest endemitem Wietnamu.